# Drussyla Costa
Drussyla Andressa Felix Costa (ur. 1 lipca 1996 w João Pessoa) – brazylijska siatkarka, reprezentantka kraju, grająca na pozycji przyjmującej. 

## Sukcesy klubowe
Mistrzostwo Brazylii:
- 2014, 2015, 2016, 2017
- 2018
- 2022[4], 2023[5]

Klubowe Mistrzostwa Ameryki Południowej:
- 2015, 2016, 2017[6]
- 2018
- 2022[7]

Superpuchar Brazylii:
- 2015, 2016, 2017

Puchar Brazylii:
- 2016, 2017[8], 2020, 2022[9]

Klubowe Mistrzostwa Świata:
- 2017

Superpuchar Rumunii:
- 2023[10]

Mistrzostwo Rumunii:
- 2025[11]
- 2024[12]

Puchar Rumunii:
- 2025[13]

Puchar CEV:
- 2025[14]

## Sukcesy reprezentacyjne
Mistrzostwa Ameryki Południowej U-16:
- 2011

Mistrzostwa Świata Kadetek:
- 2013

Mistrzostwa Ameryki Południowej Juniorek:
- 2014

Mistrzostwa Ameryki Południowej U-22:
- 2014

Mistrzostwa Świata U-23:
- 2015[15]

Mistrzostwa Świata Juniorek:
- 2015

Mistrzostwa Ameryki Południowej U-23:
- 2016

Volley Masters Montreux:
- 2017

Grand Prix:
- 2017

Mistrzostwa Ameryki Południowej:
- 2017, 2019

## Nagrody indywidualne
- 2011: MVP Mistrzostw Ameryki Południowej U-16
- 2014: MVP Mistrzostw Ameryki Południowej U-22
- 2014: MVP Mistrzostw Ameryki Południowej Juniorek
- 2016: Najlepsza przyjmująca Mistrzostw Ameryki Południowej U-23
- 2018: Najlepsza przyjmująca Klubowych Mistrzostw Ameryki Południowej